# Franco Cosimo Panini Editore
Franco Cosimo Panini Editore è una casa editrice italiana fondata a Modena nel 1989 e specializzata in volumi d'arte, libri per ragazzi, scolastica e tempo libero.

## Storia
Nel 1988, anno in cui la famiglia Panini vende al gruppo Maxwell la celebre azienda editoriale fondata nel 1961 e specializzata in fumetti e figurine, Franco Cosimo Panini è l'unico tra i fratelli a voler proseguire l'attività editoriale. E nel 1989 dà vita ad una nuova casa editrice che porta il suo nome. All'inizio comincia a pubblicare volumi di storia dell'arte e testi di archeologia, poi nei primi anni novanta rileva la Malipiero di Ozzano Emilia, in provincia di Bologna, marchio dell'editoria per ragazzi e per il canale della cartolibreria.
Nel 1992 esce il primo titolo della collana Mirabilia Italiæ diretta da Salvatore Settis sui luoghi più affascinanti del Paese, sempre nel 1992 appare anche il primo numero di Comix, settimanale umoristico distribuito in edicola. Dal 1994 uscirà con lo stesso nome un'agenda scolastica.
Dopo la morte del fondatore, dal 2007 l'azienda è gestita dai cinque figli (Laura, Silvia, Maria Teresa, Lucia e Luca).
Dal 2015 Franco Cosimo Panini è l’editore ufficiale del Museo Egizio di Torino di cui gestisce anche la libreria. Sempre nel 2015 la società acquisisce i diritti mondiali di Ferrari per lo sviluppo di una linea editoriale e digitale per bambini e ragazzi da 0 a 14 anni, ispirata alle "Rosse" di Maranello. Nel giugno 2017 la società rileva Haltadefinizione, azienda specializzata nella promozione di arte tramite l’utilizzo delle nuove tecnologie.

### Editoria d'arte
Sin dall'inizio la casa editrice pubblica testi di archeologia e storia dell’arte curati da studiosi quali Cristina Acidini Luchinat, Angela Pontrandolfo, Arturo Carlo Quintavalle e Amedeo Quondam; il catalogo d'arte comprende oltre trecento titoli, articolati in una quindicina di collane.
La collana Mirabilia Italiae è dedicata a monografie sui maggiori monumenti italiani, mentre La Biblioteca Impossibile (1995) è dedicata a edizioni in facsimile di codici miniati rinascimentali (come il Lezionario Farnese).
La sezione di libri d’arte comprende inoltre una collana firmata da Dario Fo, dedicata ai più grandi pittori italiani e ispirata alle lezioni d’arte interpretate sotto forma di pubblici spettacoli dallo stesso drammaturgo.
Ha pubblicato il volume La Basilica di San Francesco ad Assisi facilitando notevolmente il restauro della Basilica di San Francesco in Assisi; infatti, la sera precedente al Terremoto di Umbria e Marche del 1997 era stata terminata la mappatura fotografica in alta definizione di tutti gli affreschi della Basilica. Sergio Fusetti, caporestauratore, ha dichiarato che senza questo imponente archivio fotografico in alta risuluzione, non sarebbe stato possibile il restauro della basilica superiore di Assisi.

### Editoria per l'infanzia
A partire dal 1991 la casa editrice pubblica anche i libri per bambini. Il catalogo è specializzato nella fascia d’età 0-8 anni e ha visto la collaborazione di autori e illustratori come Francesco Tullio Altan, Chiara Carminati, Nicoletta Costa, Giulia Orecchia, Giusi Quarenghi, Alessandro Sanna, Gek Tessaro e Hervé Tullet.
Un’ampia sezione del catalogo è dedicata a La Pimpa, personaggio di Altan, e a Giulio Coniglio, creato da Nicoletta Costa e vincitore del Premio Andersen 2010.

### Prodotti per la scuola e il tempo libero
Dopo l'acquisizione della Malipiero, la casa editrice si specializza nel canale cartoleria e nella grande distribuzione con articoli per la scuola e accessori per il tempo libero, di marchi propri e in licenza.
Per quanto riguarda i diari scolastici il marchio di punta è sempre Comix.